# アラーウッディーン・ムハンマド
アラーウッディーン・ムハンマド（ペルシア語: علاءالدين محمد ‘Alā' al-Dīn Muhammad, 1169年 - 1221年1月11日）は、ホラズム・シャー朝の第7代スルターン（在位：1200年8月3日 - 1221年1月11日）。

## 生涯

### 即位
ホラズム・シャー朝のスルターン・アラーウッディーン・テキシュとテュルク系遊牧民カンクリ族出身の妃テルケン・ハトゥンの間に生まれる。1200年に没した父の跡を継いで即位する。
アラーウッディーンの母テルケン・ハトゥンはホラズム・シャー朝の軍事力の中核をなすカンクリ族の指導者的地位にあり、スルターンである彼と同等の権力を有していた。アラーウッディーンが獲得した領土の多くはテルケン・ハトゥンにも分配され、彼女の寵臣は王であるアラーウッディーンであっても罰することができなかった。

### マー・ワラー・アンナフルの制圧
即位直後にゴール朝のシハーブッディーン・ムハンマドの侵攻を受けるが、宗主国のカラ・キタイ（西遼）の援軍と共にゴール軍を撃退する。このシハーブッディーンのホラズム攻撃には、ホラズム・シャー朝の拡大を警戒するアッバース朝のカリフ・ナースィルの扇動があったと考えられている。 戦勝の後、ゴール朝の支配するヘラート、バルフを占領してホラーサーン地方全土を支配下に収め、マーザンダラーン、ケルマーンに勢力を拡大した。
アラーウッディーンの即位以前より、ホラズム・シャー朝のスルターンたちは仏教国のカラ・キタイに貢納を支払い続けており、アラーウッディーン、ホラズム・シャー朝の国民は偶像を崇拝する異教徒への貢納を耐え難く思っていた。カラ・キタイに臣従していた西カラ・ハン国もカラ・キタイから派遣された代官の搾取に不満を抱いてアラーウッディーンに挙兵の協力と臣従を申し出、自国にカラ・キタイの従属下から抜け出すに十分な国力があると考えたアラーウッディーンは、従属関係を破棄する機会を待った。カスピ海北方に居住するキプチャク族討伐の後、貢納金を受け取りに来たカラ・キタイの使者を斬殺して敵対の意思を明確にした。ヒジュラ暦605年（1208年 - 1209年）にホラズム軍はカラ・キタイ領に侵入するが、戦闘に敗れてアラーウッディーンは捕虜となった。彼は従者の機転によって奴隷と身分を偽り帰国するが、国内では彼が死んだという噂が流れており、王を自称した兄のアリー・シャー、独立を画策する叔父のアミーン・アル・ムルクら不穏な動きを見せた者もいた。翌ヒジュラ暦606年（1209年 - 1210年）にカラ・キタイの簒奪を図るナイマン族のクチュルクの要請を受けて、西カラ・ハン国のスルターン・ウスマーンと共に再びカラ・キタイを攻撃する。1210年にタラス河畔でカラ・キタイの将軍ターヤンクーが率いる軍隊を撃破し、トルキスタンのカラ・キタイ領の一部を併合した。異教徒に対する勝利はホラズム国内だけでなく周辺の王侯からも称賛され、人々は彼に「第二のアレキサンダー」の称号を与えようとした。しかし、アラーウッディーンはセルジューク朝のスルターンにちなんだサンジャルの異称を名乗り、40年超に及ぶ長期の治世を維持したサンジャルにあやかろうとした。
帰国後、アラーウッディーンは娘のカン・スルターンを西カラ・ハン国の君主ウスマーンと婚約させ、盟約に従って西カラ・ハン国を臣従国の地位に置き、西カラ・ハン国の首都サマルカンドに代官を派遣する。1210年（あるいは1212年）、ホラズムからの圧力に苦しんだウスマーンが再びカラ・キタイに臣従し、サマルカンド内のホラズム人を虐殺する事件が起こる。ホラズム軍は報復としてサマルカンドを攻撃、ウスマーンを処刑し、西カラ・ハン国を滅ぼした。西カラ・ハン国の併合の後、アラーウッディーンはアム川とスィル川の間に広がるマー・ワラー・アンナフル（現ウズベキスタン中部）を勢力下に置き、首都をサマルカンドに移した。

### アッバース朝への圧迫

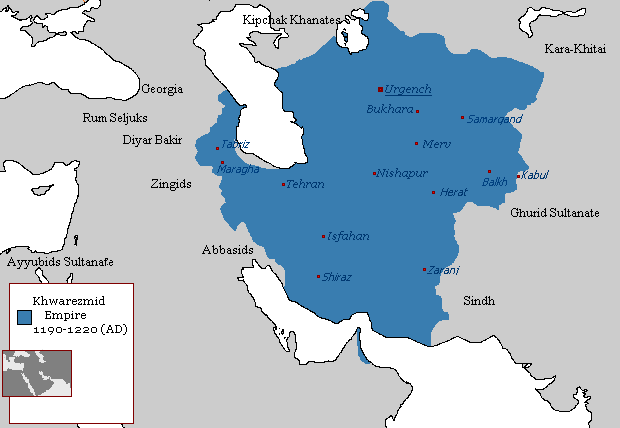
アラーウッディーンの治世末期までのホラズム・シャー朝の支配領域。

アラーウッディーンとの関係を悪化させたアリー・シャーが、アラーウッディーンの即位直後にホラズム・シャー朝と交戦したゴール朝に亡命する事件が起きる。アリー・シャーが亡命した当時のゴール朝は、シハーブッディーンの死後、クトゥブッディーン・アイバクを初めとする総督たちの独立によって領土が縮小していた。ゴール朝のスルターン・ギヤースッディーン・マフムードが支配権を及ぼしていたのはゴール地方のみであり、彼はホラズム・シャー朝に貢納を行っていた。ヒジュラ暦609年（1212年 - 1213年）にギヤースッディーン・マフムードが宮廷内で刺殺される事件が起き、当時の人々はアラーウッディーンの関与を噂し合った。ギヤースッディーン・マフムードの死後にアリー・シャーがゴール朝の後継者を自称するが、アリー・シャーはアラーウッディーンが遣わした刺客によって暗殺され、ゴール朝の領土はホラズム・シャー朝に併合された。1215年にガズナに独立勢力を築いていたゴール朝の総督タージ・ウッディーン・ユルドゥズに勝利しガズナを占領するが、同地でカリフ・ナースィルがゴール朝のスルターンらに宛てて書いた書簡が発見される。書簡にはホラズム・シャー朝の動向に注意を払い、ホラズム領への攻撃を扇動する文が書かれており、アラーウッディーンはナースィルに強い敵意を抱いた。
同年にアラーウッディーンはアッバース朝に対して、金曜礼拝のフトバへの自身の名の挿入、スルターンの称号の授与、バグダードへの代官の設置を要求し、セルジューク朝のスルターン達と同じ特権を得ようとした。だが、要求は拒絶され、アラーウッディーンはウラマー達の同意を得て、アリーの後裔をカリフに擁立することを図った。アッバース朝の要請を受けてイラン西部（イラーク・アジャミー）に進軍したアタベク政権である、シーラーズを統治するサルグル朝、タブリーズを統治するイル・ドュグュズ朝（イルデギズ朝）の二つの勢力を破り、両国を臣従国とした。ヒジュラ暦606年（1217年 - 1218年）にイラーク・アジャミーを支配下に置いたアラーウッディーンはハマダーンを拠点とし、アッバース朝から派遣された使者の和平の提案も容れなかった。しかし、アサダーバードで厳寒と降雪に見舞われると共に、現地のトルコ人とクルド人の攻撃を受けてアラーウッディーンの計画に狂いが出る。そして、東方のモンゴル帝国からの使節に応対するため、子のルクヌッディーンにイラーク・アジャミーの統治を委任し、アラーウッディーンはトルキスタンに帰国した。
アラーウッディーンは、息子たちの所領を以下のように定めた。
- ジャラールッディーン・メングベルディー：現在のイラン東部からアフガニスタンにかけての地域（旧ゴール朝領のガズナ、バーミヤーン、ゴールなど）
- ギヤースッディーン・ピール・シャー：王国東部（ケルマーン、キシュ、マクラーン（英語版）の一部地域）
- ルクヌッディーン・グールシャーンチー：イラーク・アジャミー
- ウズラグ・シャー：ホラズム、ホラーサーン、マーザンダラーン

この王子たちの中で、アラーウッディーンが後継者に指名したのは、末子のウズラグ・シャーだった。ウズラグ・シャーの生母はテルケン・ハトゥンと同じバヤウト部の出身であり、アラーウッディーンはウズラグ・シャーを寵愛する母の意思を尊重して彼を選んだ。

### モンゴル帝国の征西

モンゴル軍の進攻ルート。

ガズナの攻略と前後する時期、1215年にアラーウッディーンは中都のチンギス・カンに使節団を派遣し、チンギス・カンから友好関係の構築と通商の開始が提案された。1218年の春、アラーウッディーンはブハラでホラズム出身者からなるモンゴルの使節団と謁見するが、使節団が示した要件は、修好と通商の開始、そしてモンゴル帝国へのホラズム・シャー朝の臣従だった。彼は臣従の要求に激怒するが、使節の一人からモンゴルの兵力がホラズム・シャー朝に比べて微弱なものであると聞かされて気を鎮め、好意的な返答を与えて使節団を送り返した。
同年にオトラルの総督イナルチュクからモンゴル帝国の派遣した通商使節団をスパイの容疑で逮捕した報告を受けると、アラーウッディーンは使節団の処刑を命じ、使節団は処刑された。モンゴルからイナルチュクの処罰を求める使者が送られるが、母テルケン・ハトゥンの親族であり軍内において相当の権限を有していたイナルチュクを処罰することは彼にはできなかった。
一方、同時期にメルキト部の残党がモンゴル軍の追撃を受けてホラズム領キプチャク草原の東端に侵入しており、アラーウッディーンはこれを排除すべく北上し、1219年夏にスブタイ率いるモンゴル軍と遭遇した。モンゴル側は戦闘を避けたがっていたにもかかわらずアラーウッディーンは攻撃を仕掛け、モンゴル側の奮戦によってアラーウッディーン率いる中軍が追い詰められる状態に陥った。息子で右翼軍を率いるジャラールッディーンが救援に来たことでアラーウッディーンは難を免れたが、明確な決着がつかないまま両軍はともに軍を引いた（カラ・クムの戦い）。国王自ら率いる精鋭軍がモンゴルの一分遣隊に苦戦させられたという事実はアラーウッディーンに衝撃を与え、以後のホラズムの戦略に多大な影響を与えたと評されている。一方、この一戦を通じて自信を深めたモンゴル軍は遂にホラズム側への侵攻を決意し、同年秋にホラズム・シャー朝はモンゴル軍の大規模な侵攻を受ける。
アラーウッディーンははじめサマルカンドにいたが、モンゴルのマー・ワラー・アンナフル侵入を聞くと1220年4月にサマルカンドを放棄し、逃走路の住民達に自軍は民衆を守れないので各々で方策を考えるよう伝えた。臣下はジャイフーン川に防衛戦を布いて抗戦するべき意見、ガズナに逃れる意見、イラクに逃れる意見に分かれ、アラーウッディーンは徹底抗戦を唱える王子ジャラールッディーンを抑えてイラクへの退却を決定した。ニシャプール（現イラン・ラザヴィー・ホラーサーン州ネイシャーブール）、カズウィーンを経て、わずかな従者を従えてマーザンダラーンに逃れる。だが、モンゴル軍はすでにマーザンダラーンにも侵入しており、現地の貴族の勧めに従って、モンゴル軍の追撃を振り切ってカスピ海西南岸近くの小島アバスクン島に逃れた。アバスクン島に逃れる時、アラーウッディーンは肺病に罹っており、逃亡中にかつては大国の王であった自分が廟を立てるほどの土地すら有していない現状を嘆いた。
日ごとにアラーウッディーンの病は悪化し、彼は王子のジャラールッディーン、ウズラグ・シャー、アーク・シャーを呼び寄せた。ウズラグ・シャーを後継者とする指名を取り消してジャラールッディーンを後継者に選び、ホラズム・シャー朝の再興を託した。指名から2,3日の後、1221年1月11日にアラーウッディーンは没した。アラーウッディーンは島内に埋葬されたが、遺体を包む経帷子すら欠いており、やむなく彼の遺体は衣服に包まれた。
1229年にジャラールッディーンによるアフラート（ヒラート）包囲が行われた時、ジャラールッディーンはエスファハーンにアラーウッディーンの廟を建てることを計画し、アラーウッディーンの遺体はアバスクン島からダマーヴァンド山上の城砦に移された。しかし、廟が完成する前にジャラールッディーンは落命し、城砦に置かれたアラーウッディーンの遺体はモンゴルのオゴデイの元に送られて焼かれた。

## 評価
イルハン朝の歴史家ジュヴァイニー、ラシードゥッディーンはいずれもアラーウッディーンを優柔不断、臆病な人物として描写した。彼らによれば、アラーウッディーンは逃亡中にニシャプールに3週間立ち寄った時、再起を図るどころか職務を怠って宴曲に没頭したという。しかし、歴史学者のワシーリィ・バルトリドは彼らの説に対して、アラーウッディーンがニシャプールに3週間滞在したかは考えにくいと
疑問を呈した。
他方、同時代の歴史家であるイブン・アスィールは、彼の人格と知識を称賛した。

## ホラズム・シャー朝の崩壊
ホラズム・シャー朝が統一的な抵抗を行えないまま崩壊したのは、ホラズム・シャー朝は急速な領土拡大に対して支配体制が脆弱であったことがあげられる。
この戦役において、ホラズム・シャー朝は軍隊を集中してモンゴル軍にあたらず、各都市に分散して守備を行ったが、モンゴル軍の各個撃破を受けてわずかの間に中央アジアからホラズム、ホラーサーンの各都市を失った。アラーウッディーンは母およびその実家であるカンクリ部族との対立を深めており、部族軍を糾合して野戦に臨めば、不仲な遊牧民が戦線を離脱したりモンゴル側に寝返って一戦で崩壊する危険性があった。サマルカンドの放棄と西への逃走についても、臆病と批判する意見もある一方で、モンゴル軍をアムダリヤ川の南西に誘い込んでゲリラ戦を展開しようとする試みがあったとする見方もある。

## 家族

### 父母
- 父・アラーウッディーン・テキシュ
- 母・テルケン・ハトゥン（中国語版）

### 妃
- 妃：ジャラールッディーンの母。インドの出身とされる[45]
- ベグルウ・アイ：ギヤースッディーンの母[46]
- 妃：ウズラグ・シャーの母。バヤウト部の出身[22]

### 子息
- ジャラールッディーン・メングベルディー
- ギヤースッディーン・ピール・シャー
- ルクヌッディーン・グールシャーンチー
- ウズラグ・シャー
- アーク・シャー
- カン・スルターン：西カラ・ハン国のスルターン・ウスマーンの妃
- 娘：チャガタイの妻[47]
- 娘：チャガタイの家令ハバシュ・アミードの妻[47]
- 娘：チンギス・カンの侍従ダーニシュマンドの妻

テルケン・ハトゥンとアラーウッディーンの娘がモンゴル軍の捕虜になった際、上記の子以外に複数の王子が処刑された